# Округ Ират (Тексас)
Округ Ират (енгл. Erath County) је округ у америчкој савезној држави Тексас. По попису из 2010. године број становника је 37.890.

## Демографија
Према попису становништва из 2010. у округу је живело 37.890 становника, што је 4.889 (14,8%) становника више него 2000. године.
| Група             | 2000.          | 2010.          |
| Белци             | 27.269 (82,6%) | 29.382 (77,5%) |
| Афроамериканци    | 269 (0,8%)     | 451 (1,2%)     |
| Азијати           | 120 (0,4%)     | 257 (0,7%)     |
| Хиспаноамериканци | 4.959 (15,0%)  | 7.279 (19,2%)  |
| Укупно            | 33.001         | 37.890         |